# Famille von Ramin
 (novembre 2024).
La famille von Ramin est une famille de la noblesse immémoriale de Poméranie, dont le berceau est à Ramin, près de Penkun. Ses domaines se trouvaient en Poméranie occidentale.

## Histoire
Plusieurs sources existent sur l'origine de la famille, mais le premier ancêtre mentionné de façon certaine est Unon von Ramin en 1188. D'autres sources citent Otto von Ramin (ou Otto de Rambyn), le 15 avril 1280, lors de la victoire de Monte. Un autre Otto de Ranim s'établit à Zernikow en 1375. Ils sont ministériels du duc Philippe Ier de Poméranie en 1577. La famille étend ses domaines au cours des âges, notamment à Kyritz et Lebehn (aujourd'hui appartenant à la municipalité de Krackow au sud-est du land de Mecklembourg-Poméranie-Occidentale) ou Stolzenburg, près de Stettin.

## Blason
Les armoiries montrent dans le champ d'argent de l'écu une échelle d'assaut (de) rouge avec trois croisillons d'or. Le casque est surmonté d'une couronne de feuillage avec des lambrequins ou d'un tortil (de) rouge et argent, sur lequel sont posés en éventail deux échelles d'assaut rouges.
L'image du blason avec l'échelle d'assaut rouge est identique à celle des von Bredow. Selon Kneschke, il existe également une parenté tribale entre les deux familles.

## Personnalités
- Busso von Ramin (mort en 1472), Seigneur de Boeck et Daber, chancelier du duc Barnim X de Poméranie
- Friedrich von Ramin (mort en 1588), seigneur de Stolzenburg, Boeck, Daber, et de Baumgarten (1545), Obermarschall à la cour du roi du Danemark
- Otto von Ramin (de) (mort le 18 février 1610), chancelier à la cour princière de Stettin, seigneur de Brunn, de Krackow et de Petershagen
- Jürgen Bernd von Ramin (de) (1693-1775), administrateur de l'arrondissement de Randow (de)
- Friedrich Ehrenreich von Ramin (1709-1782), général prussien, gouverneur militaire de Berlin, chevalier de l'Ordre de l'Aigle noir
- Carl Bogislav von Ramin (de) (1716-1788), administrateur de l'arrondissement de Randow (de)
- Otto von Ramin (de) (1884-1962), membre de la chambre des seigneurs de Prusse
- Jürgen von Ramin (de) (1884-1962), député du Reichstag